# Hendrik Herregouts
Hendrik Herregouts  (1633 en Malinas - 1704 en Amberes ) fue un pintor y dibujante flamenco de historia y retratos con una carrera internacional que abarcó Italia, Alemania y su Flandes natal.

## Vida

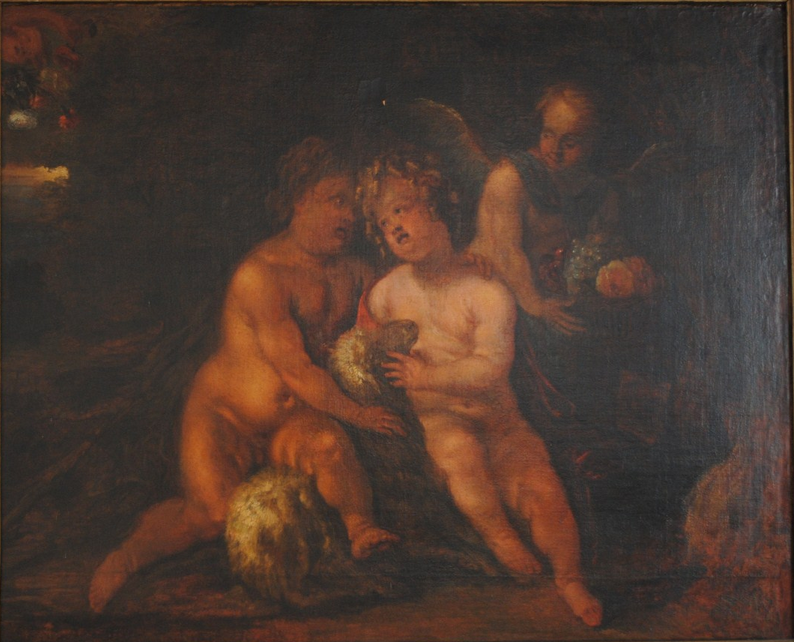
Cristo y San Juan Bautista de niños con un ángel

Hendrik Herregouts nació en Malinas como hijo del pintor David Herregouts de Malinas que se mudó a Roermond en 1646. Aquí David Herregouts construyó una exitosa carrera como pintor gracias al apoyo de la Iglesia Católica local. La madre de Hendrik era Cecile Geniets, una hija de una familia de carniceros en Malinas.   Hendrik tenía tres hermanos que se convirtieron en pintores:
- Jan Baptist Herregouts ( Roermond, c. 1646 – Brujas, 1721) fue un retratista y pintor de historia, grabador y cervecero flamenco, principalmente activo en Brujas.
- Willem Herregouts, que emigró a Amiens en Francia, donde fue conocido, entre otros, como Guillaume Herregosse o Guillaume Hergosse.
- Maximilian Herregouts de quien actualmente no se sabe mucho más que dos obras, una titulada Cocina, en la que una mujer se ocupa de hornear tortitas (1674) y una segunda titulada Eliezer y Rebecca en el pozo.[2]

Es probable que Hendrik Herregouts se formara primero con su padre, que se había trasladado a Roermond. Hendrik Herregouts viajó a Roma a una edad temprana para continuar sus estudios. Posteriormente se trasladó a Alemania. Se casó con Anna Dorothea Cremers en Colonia en 1660 o 1661. En 1664, Hendrik Herregouts se convirtió en maestro de la Cofradía de San Lucas en Amberes, pero algunos años más tarde le encontramos completando encargos en Malinas. Aquí tuvo que ingresar en el gremio local de San Lucas. Hacia 1679-1680, volvió a tener un taller en Amberes. Su hermano menor, Jan Baptist, probablemente se unió a él en su taller de Amberes. Se convirtió en miembro del Gremio de San Lucas de Amberes en 1677. Entre los años 1680 y 1690 vivió varios años en Brujas, donde posiblemente se unió a su hermano Jan Baptist para ayudar en algunos de los encargos religiosos y seculares que estaba completando en esa ciudad. Probablemente viajó de forma intermitente a Italia. Se le dio el apodo de "Romein" (el "romano") por su estrecha relación con Italia.
Según los informes, su matrimonio no fue feliz y se separó de su esposa. Después de la muerte de su primera esposa, se casó por segunda vez en Amberes en 1682. Su segunda esposa fue Nathalie Godijn, probablemente la hermana de su alumno Abraham Godijn. En 1685 recibió el encargo de la Cofradía del Santísimo Sacramento para diseñar un arco triunfal para conmemorar el centenario de la restauración del culto católico en la Iglesia de Santiago, Amberes.
Sus alumnos incluyeron a Abraham Godijn, Martinus van Nies (1679–1680); Alouysius Sammels y Cornelis Henricus van Meurs (1693-1694). 
Murió a una edad elevada en Amberes.

## Obra

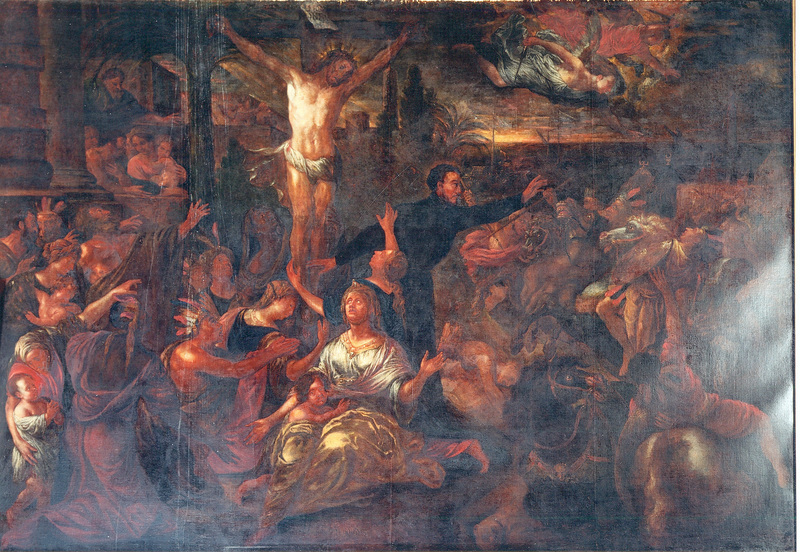
El triunfo de la cruz

Hendrik Herregouts fue muy apreciado en su época y recibió muchos encargos de retablos y obras religiosas en Flandes y en el extranjero. También era conocido como retratista. La mayoría de sus obras se encuentran en iglesias de Amberes, Brujas, Malinas y Colonia. Varias de sus obras en Colonia se perdieron durante la Segunda Guerra Mundial. Se vio influenciado por la paleta de varios artistas como Anthony van Dyck y Peter Paul Rubens, así como por pintores italianos como Tiziano, Rafael y Caravaggio. Poussin fue una importante influencia en su estilo clasicista y en su composición general. Sus obras son a menudo de gran escala y complejas. Su obra maestra es el Juicio Final de la Iglesia de Santa Ana de Brujas, una composición de gran tamaño realizada en 1685. Las colosales figuras de la obra recuerdan al pintor manierista Rafael Coxie. Un Martirio de San Mateo, pintado originalmente para la catedral de Amberes, se encuentra ahora en la iglesia de San Pablo de Amberes. Un Divino amigo de los niños, fechado en 1680 en la abadía de Göttweig, cerca de Krems, en la Baja Austria, muestra su dominio del color y la composición.
Pintó muchos retratos. Sus retratos se caracterizan por su franqueza contundente y su viva inmediatez. Un ejemplo es el Retrato de Franciscus Wynckelman, voogd 1709–25 en el Hans Memlingmuseum de Brujas. También colaboró a menudo con otros pintores. Pintó el staffage en los paisajes de Jan Asselijn. En sus últimos años, colaboró con los pintores de bodegones Gaspar Peeter Verbruggen el Joven, Simon Hardimé y Jan Baptist Bosschaert, quienes pintaron flores alrededor de putti y ninfas pintadas por Herregouts.
Proporcionó diseños para publicaciones de Amberes e imprentas internacionales. Un ejemplo es Scholars Discover the Tetragram, el frontispicio del libro Coelum Empyreum de Henricus Engelgrave publicado por Joannes Busaeus en Colonia en 1666.
Herregouts a veces se ha confundido con un oscuro pintor de género llamado H. o Hendrick Herdebout; No siempre hay unanimidad sobre la atribución de ciertas obras a Hendrik o a su hermano Jan Baptist, ya que sus estilos eran similares.